# Haakon Haakonsen
„Корабокрушение“ (на норвежки: Haakon Haakonsen) е семеен екшън-приключенски филм от 1990 г. на режисьора Нилс Гауп, и участват Стиан Сместад и Гейбриъл Бърн. Филмът е драматизация по книгата Haakon Haakonsen: En Norsk Robinson на норвежкия автор Олуф Фалк-Итър.
Филмът е продуциран от шведската компания AB Svensk Filmindustri и е пуснат в САЩ като англоезична версия от Уолт Дисни Пикчърс.